# Chirixalus simus
Chirixalus simus é uma espécie de anfíbio da família Rhacophoridae.
Pode ser encontrada nos seguintes países: Bangladesh, Índia e possivelmente em Butão.
Os seus habitats naturais são: florestas secas tropicais ou subtropicais , matagal húmido tropical ou subtropical e marismas intermitentes de água doce.